# Harmonia Mundi
Harmonia Mundi je francouzské hudební vydavatelství, specializující se na vydávání nahrávek klasické hudby, založené v roce 1958.

## Historie
Založil jej v roce 1958 v Paříži francouzský hudební publicista Bernard Coutaz. V roce 1981 vydavatelství otevřelo pobočku v Londýně. V roce 1986 přesídlilo do francouzského Arles v departementu Bouches-du-Rhône a od roku 1988 se také věnuje distribuci knih. Zaměstnává několik stovek zaměstnanců (330 v roce 2008) a jeho obrat se pohybuje v desítkách milionů eur (60 milionů eur v roce 2008). V roce 2010, po Coutazově smrti, převzala vedení vydavatelství jeho vdova, Eva Coutaz.
Kromě klasické hudby vydává prostřednictvím své divize World Village také world music. Prostřednictvím své americké pobočky operuje také ve Spojených státech nebo ve Španělsku. Značku nelze zaměňovat s německým vydavatelstvím klasické hudby Deutsche Harmonia Mundi, což je divize koncernu Sony BMG.

## Umělci
- Akademie für Alte Musik Berlin
- Les Arts Florissants
- Stile Antico
- Michel Aumont
- Jiří Bělohlávek
- Emmanuelle Bertrand
- Peter Bruns (Cellist)
- Cantus Cölln
- William Christie
- Collegium Vocale Gent
- Concerto Vocale
- Cuarteto Casals
- Alfred Deller
- Roel Dieltiens
- Richard Egarr
- Ensemble Clément-Janequin
- Ensemble Explorations
- Estonský filharmonický sbor
- Toufic Farroukh
- Isabelle Faustová
- Bernarda Fink
- Joel Frederiksen
- Freiburger Barockorchester
- Fretwork
- Matthias Goerne
- John Greaves
- Werner Güra
- Philippe Herreweghe
- Paul Hillier a Theatre of Voices
- Huelgas Ensemble
- René Jacobs
- Jerusalem Quartet
- Konrad Junghänel
- María Cristina Kiehr
- Andrew Lawrence-King
- Paul Lewis
- Andrew Manze
- Bejun Mehta
- Alexander Melnikov
- Jon Nakamatsu
- Paul O'Dette
- Orchestre des Champs-Élysées
- The Orlando Consort
- Javier Perianes
- Hille Perl
- Alain Planès
- Josep Pons
- The Prague Philharmonia
- Quatuor Arcanto
- Jean-Guihen Queyras
- Daniel Reuss
- RIAS Kammerchor
- Andreas Scholl
- Maurice Steger
- Andreas Staier
- Alexandre Tharaud
- Cédric Tiberghien
- Tokyo String Quartet
- Trio Wanderer
- Paul Van Nevel
- Dominique Visse